# Edmond Adam
Pour les articles homonymes, voir Adam (homonymie).
Ne doit pas être confondu avec Edmond Adam (écrivain).
Edmond Adam, né le 19 novembre 1816 au Bec-Hellouin et mort le 14 juin 1877 à Paris 2e, est un haut fonctionnaire et homme politique français républicain.
Conseiller d'État, il démissionne et s'oppose au Second Empire. Sous la Troisième République, d'abord préfet de police en 1870, il est ensuite député puis sénateur inamovible.

## Biographie
Né dans une famille de cultivateurs, Adam fait ses études secondaires au lycée de Rouen puis à la faculté de droit de Paris. Il devient journaliste et exerce la fonction de rédacteur en chef au Précurseur de l’Ouest à Angers, avant d’entrer au National, en 1847. Il fréquente alors des républicains, comme Alexandre Ledru-Rollin et Louis Blanc.
Après la révolution de février 1848, il devient adjoint au maire de Paris, Armand Marrast, en mars 1848, puis secrétaire général de la préfecture de la Seine, et fait preuve d’une grande énergie lors de la manifestation du 15 mai 1848, puis entre, en avril 1849, au Conseil d'État formé par la Constituante, fonction dont il démissionne après le coup d'État du 2 décembre 1851, pour se retirer de la vie politique.
Sous l’influence de Bixio, Pagnerre et Garnier-Pagès, il entre, en 1853, comme secrétaire général au Comptoir d'escompte, une banque républicaine, dont son ami Pagnerre avait été le principal créateur en 1848, et qu'il quitte, fortune faite, en 1866, pour se retirer à Cannes, dans ses propriétés du Golfe-Juan, le grand Pin et Bruyères.
En 1858, il rencontre Juliette Lambert, protégée de Marie d'Agoult, lors d'une audition de Wagner chez Claire de Charnacé, et l'épouse en 1868. Le couple entretient des relations amicales et une correspondance avec George Sand. Ami d’Henri Rochefort, il était le tuteur de ses enfants.
Dès la création des premiers journaux républicains, vers la fin du Second Empire, on retrouve son nom mêlé à la politique. Il aide financièrement Alphonse Peyrat à fonder L'Avenir national. Le salon parisien de sa femme devient un « centre d'influence » républicain, fréquenté notamment par Eugène Spuller, Challemel-Lacour, Léon Gambetta, dont elle est la grande amie et, jusqu’à un certain point, la conseillère politique.
Après la restauration de la République, le gouvernement de la Défense lui confie le poste de préfet de police Paris, le 11 octobre 1870. Il doit faire face au soulèvement du 31 octobre 1870 de Gustave Flourens, mais préfère démissionner, le 1er novembre, ne voulant pas endosser la responsabilité de l’arrestation de quatorze membres de l'extrême-gauche par Trochu, Jules Favre et consorts, poussant Flourens, Blanqui et Millière à la clandestinité. Il avait promis l’amnistie aux insurgés, et il voulait rester fidèle à sa parole.
Lors des élections législatives du 8 février 1871, il se présente dans la Seine et dans le Var. Élu dans la Seine, Paris par 13 245 voix, tandis que son frère Adolphe, élu dans le 1er arrondissement le 26 mars 1871, refuse, quant à lui, de siéger, il siège à l'Assemblée nationale au groupe l'Union républicaine, qu'il préside un certain temps, votant notamment, pour le retour à Paris, le Message de Thiers, la proposition Casimir-Périer, la dissolution en 1874, l’amendement Wallon, les lois constitutionnelles, etc. et contre la paix, l’abrogation des lois d’exil frappant les princes de la famille de Bourbon, le renversement de Thiers, le maintien de l’état de siège, (1873), la loi des maires, le ministère de Broglie, l’église du Sacré-Cœur, la loi sur la liberté de l’enseignement supérieur, etc.
Jouissant d’une grande autorité dans le parti républicain, son caractère et ses convictions le faisaient écouter de tous. Sans toutefois prêcher l’intransigeance, les intrigues de couloir lui plaisaient médiocrement et il savait, dans les réunions, rappeler aux principes les parlementaires trop portés à la compromission.
Edmond et Juliette Adam contribuent à la création du journal de Léon Gambetta, La République française. À l'Assemblée, Edmond Adam se rallie à Adolphe Thiers, vote contre de Broglie et pour les lois constitutionnelles de 1875. En décembre de la même année, il est élu sénateur inamovible par 315 voix et continue de voter avec l'Union républicaine. Outre Léon Gambetta, Eugène Spuller, Challemel-Lacour, il compte parmi ses amis, entre autres, Charles Duclerc, Jules Grévy, Hippolyte Carnot, Adolphe Thiers et Eugène Pelletan.
Mort d'un anthrax à la nuque, après avoir institué sa femme sa légataire universelle, aux termes de trois testaments, dont le dernier porte la date du 18 mars 1877, Edmond Adam est inhumé au cimetière du Père-Lachaise, lors d’obsèques civiles auxquelles assiste une foule immense, dont Victor Hugo, Gambetta, Adolphe Crémieux, Louis Blanc, Emmanuel Arago, Émile Vernhes et Albert Castelnau, le général Billot, etc.

## Mandats et responsabilités
- Adjoint du maire de Paris (mars 1848-avril 1849)
- Membre du Conseil d'État (avril 1849-décembre 1851)
- Préfet de police de Paris (octobre-novembre 1870)
- Député de la Seine (février 1871-1875)
- Sénateur inamovible (1875-1877)

## Jugements
« Figure énergique, visage et allure militaires, M. Edmond Adam semble plutôt un homme d’action qu’un homme de discussion ; il n’a, en effet, jamais pris la parole à l’Assemblée. »

« L’extérieur de l’homme était bien d’accord avec son caractère : sa taille était haute, son visage énergique : il y avait dans toute si personne quelque chose de martial ; avec cela les manières les plus polies, une affabilité extrême, une voix d’une douceur singulière ; on était irrésistiblement gagné par ce mélange de force et de grâce. »